# Comuna Maliivka, Bereznehuvate
Maliivka (în ucraineană Маліївка) este o comună în raionul Bereznehuvate, regiunea Mîkolaiiv, Ucraina, formată din satele Cervonîi Stav și Maliivka (reședința).

## Demografie
Componența lingvistică a comunei Maliivka
     Rusă (66,02%)
     Ucraineană (31,69%)
     Română (1,59%)
     Alte limbi (0,09%)
Conform recensământului din 2001, majoritatea populației comunei Maliivka era vorbitoare de rusă (66,02%), existând în minoritate și vorbitori de ucraineană (31,69%) și română (1,59%).